# Savona Foot-Ball Club 1983-1984
Questa voce raccoglie le informazioni riguardanti il Savona Foot-Ball Club nelle competizioni ufficiali della stagione 1983-1984.

## Stagione
Nella stagione 1983-1984 il Savona disputò il sesto campionato di Serie C2 della sua storia.

## Divise e sponsor
| 1ª divisa |

## Organigramma societario
Area direttiva
- Presidente: Marino Del Buono
- Vicepresidente: Renato Alluto
- Segretario: Gaetano Chiarenza

Area tecnica
- Allenatore: Giorgio Canali

## Rosa
| N. |                   | Ruolo | Calciatore        |
| -- | ----------------- | ----- | ----------------- |
|    | Italia (bandiera) | P     | Roberto Conti     |
|    | Italia (bandiera) | P     | Marco Durando     |
|    | Italia (bandiera) | P     | Angelo Pizzetti   |
|    | Italia (bandiera) | D     | Renato Dainese    |
|    | Italia (bandiera) | D     | Ivan Parma        |
|    | Italia (bandiera) | D     | Roberto Romei     |
|    | Italia (bandiera) | D     | Giovanni Talami   |
|    | Italia (bandiera) | D     | Maurizio Turone   |
|    | Italia (bandiera) | C     | Mauro Castellazzi |
|    | Italia (bandiera) | C     | Rocco De Marco    |

| N. |                   | Ruolo | Calciatore            |
| -- | ----------------- | ----- | --------------------- |
|    | Italia (bandiera) | C     | Antonio Galasso       |
|    | Italia (bandiera) | C     | Giovanni Ivano Guerra |
|    | Italia (bandiera) | C     | Alessandro Madocci    |
|    | Italia (bandiera) | C     | Maurizio Manieri      |
|    | Italia (bandiera) | C     | Pierfranco Meneghetti |
|    | Italia (bandiera) | C     | Fabio Rolando         |
|    | Italia (bandiera) | A     | Luciano Gaudino       |
|    | Italia (bandiera) | A     | Alessandro Guerra     |
|    | Italia (bandiera) | A     | Primo Luccini         |
|    | Italia (bandiera) | A     | Alberto Teneggi       |

## Risultati

### Serie C2

#### Girone d'andata
| Arbitro: | Frusciante (Como) |

|                |           |  |
| Cau 24’ (rig.) | Marcatori |  |

| Arbitro: | Falca (Pinerolo) |

|                            |           |  |
| De Marco 31’ A. Guerra 78’ | Marcatori |  |

| Arbitro: | Ingargiola (Marsala) |

|              |           |  |
| Chiarugi 27’ | Marcatori |  |

| Savona 9 ottobre 1983 | Savona             | 0 – 0 | Lucchese | Stadio Valerio Bacigalupo\| Arbitro: \| Zambelli (Brescia) \| |
| Arbitro:              | Zambelli (Brescia) |       |          |                                                               |

| Arbitro: | Collazuol (Belluno) |

|                           |           |  |
| Di Nuovo 40’ Discanni 57’ | Marcatori |  |

| Arbitro: | Moschet (Conegliano) |

|             |           |                      |
| Luccini 39’ | Marcatori | 54’ (rig.) Farinelli |

| Savona 30 ottobre 1983 | Savona            | 0 – 0 | Livorno | Stadio Valerio Bacigalupo\| Arbitro: \| Frigerio (Milano) \| |
| Arbitro:               | Frigerio (Milano) |       |         |                                                              |

| Imperia 6 novembre 1983 | Imperia            | 0 – 0 | Savona | Stadio Nino Ciccione\| Arbitro: \| Acri (Novi Ligure) \| |
| Arbitro:                | Acri (Novi Ligure) |       |        |                                                          |

| Arbitro: | Mitrugno (Legnano) |

|              |           |              |
| De Marco 56’ | Marcatori | 36’ Pusceddu |

| Arbitro: | Calafiore (Brescia) |

|                             |           |                    |
| Cavagnetto 39’ Scarrone 84’ | Marcatori | 71’ (rig.) Dainese |

| Arbitro: | Cazzamalli (Milano) |

|                       |           |  |
| Romei 60’ Galasso 77’ | Marcatori |  |

| Arbitro: | Manfredini (Modena) |

|                                |           |  |
| Galasso 40’, 47’ A. Guerra 85’ | Marcatori |  |

| Arbitro: | Quartuccio (Torre Annunziata) |

|                                    |           |             |
| Grossi 35’, 70’ (rig.) Spigoni 84’ | Marcatori | 62’ Galasso |

| Savona 18 dicembre 1983 | Savona               | 0 – 0 | Derthona | Stadio Valerio Bacigalupo\| Arbitro: \| Moschet (Conegliano) \| |
| Arbitro:                | Moschet (Conegliano) |       |          |                                                                 |

| Arbitro: | Bonazza (Monfalcone) |

|              |           |  |
| Mattolini 3’ | Marcatori |  |

| Arbitro: | Falca (Pinerolo) |

|                             |           |  |
| Castellazzi 30’ Gaudino 73’ | Marcatori |  |

| Arbitro: | Di Gennaro (Ercolano) |

|  |           |             |
|  | Marcatori | 20’ Luccini |

#### Girone di ritorno
| Arbitro: | Isola (Parma) |

|  |           |                |
|  | Marcatori | 43’, 55’ Sanna |

| Arbitro: | Calabretta (Catanzaro) |

|  |           |            |
|  | Marcatori | 40’ Turone |

| Arbitro: | Padovan (Gorizia) |

|             |           |  |
| Luccini 60’ | Marcatori |  |

| Arbitro: | Lasala (Roma) |

|          |           |             |
| Paci 83’ | Marcatori | 87’ Madocci |

| Arbitro: | Lo Russo (Milano) |

|                                |           |                       |
| Luccini 17’ Gaudino 37’ (rig.) | Marcatori | 42’ Valente 52’ Ricci |

| La Spezia 4 marzo 1984 | Spezia           | 0 – 0 | Savona | Stadio Alberto Picco\| Arbitro: \| Mazzalupi (Roma) \| |
| Arbitro:               | Mazzalupi (Roma) |       |        |                                                        |

| Arbitro: | Mellino (Crotone) |

|           |           |  |
| Araldi 3’ | Marcatori |  |

| Arbitro: | Guidi (Bologna) |

|            |           |  |
| Dainese 3’ | Marcatori |  |

| Carbonia 1º aprile 1984 | Carbonia          | 0 – 0 | Savona | Stadio Comunale\| Arbitro: \| Gargiulo (Napoli) \| |
| Arbitro:                | Gargiulo (Napoli) |       |        |                                                    |

| Arbitro: | Alfonso (Alghero) |

|             |           |                    |
| Luccini 71’ | Marcatori | 65’ (rig.) Manueli |

| Arbitro: | Falca (Pinerolo) |

|                   |           |                                         |
| Saporito 57’, 85’ | Marcatori | 8’, 81’ Luccini 25’ Dainese 89’ Galasso |

| Arbitro: | De Santis (Treviso) |

|  |           |             |
|  | Marcatori | 79’ Madocci |

| Arbitro: | Strada (Abbiategrasso) |

|                    |           |                      |
| Luccini 71’ (rig.) | Marcatori | 59’ (rig.) Venturini |

| Tortona 13 maggio 1984 | Derthona      | 0 – 0 | Savona | Stadio Fausto Coppi\| Arbitro: \| Greco (Lecce) \| |
| Arbitro:               | Greco (Lecce) |       |        |                                                    |

| Savona 20 maggio 1984 | Savona             | 0 – 0 | Pontedera | Stadio Valerio Bacigalupo\| Arbitro: \| Mitrugno (Legnano) \| |
| Arbitro:              | Mitrugno (Legnano) |       |           |                                                               |

| 27 maggio 1984 | Sant'Elena | – (n.d.) | Savona |  |

| Arbitro: | Schiavon (Padova) |

|             |           |           |
| Galasso 86’ | Marcatori | 43’ Ferla |

### Coppa Italia di Serie C

#### Primo turno
| Arbitro: | Fiaschi (Pisa) |

|            |           |             |
| Migani 43’ | Marcatori | 50’ Dainese |

| Arbitro: | Predieri (Varese) |

|                            |           |  |
| Sberveglieri 7’ Lugnan 33’ | Marcatori |  |

| Arbitro: | Bin (Torino) |

|  |           |                          |
|  | Marcatori | 66’ Oddone 70’ Fontanesi |

| Savona 31 agosto 1983                                             | Savona    | 2 – 1 | Spezia | Stadio Valerio Bacigalupo |
| \| \| \| \| \| Dainese 9’ (rig.) A. Guerra 11’ \| Marcatori \| \| |           |       |        |                           |
|                                                                   |           |       |        |                           |
| Dainese 9’ (rig.) A. Guerra 11’                                   | Marcatori | Gol   |        |                           |

| Arbitro: | Baldini (Piacenza) |

|               |           |            |
| A. Guerra 62’ | Marcatori | 83’ Monari |

| Imperia 11 settembre 1983                                              | Imperia   | 1 – 1           | Savona | Stadio Nino Ciccione |
| \| \| \| \| \| Discepoli 78’ (rig.) \| Marcatori \| 16’ Castellazzi \| |           |                 |        |                      |
|                                                                        |           |                 |        |                      |
| Discepoli 78’ (rig.)                                                   | Marcatori | 16’ Castellazzi |        |                      |

## Statistiche

### Statistiche di squadra
| Competizione         | Punti | In casa | In casa | In casa | In casa | In casa | In casa | In trasferta | In trasferta | In trasferta | In trasferta | In trasferta | In trasferta | Totale | Totale | Totale | Totale | Totale | Totale | DR |
| Competizione         | Punti | G       | V       | N       | P       | Gf      | Gs      | G            | V            | N            | P            | Gf           | Gs           | G      | V      | N      | P      | Gf     | Gs     | DR |
| -------------------- | ----- | ------- | ------- | ------- | ------- | ------- | ------- | ------------ | ------------ | ------------ | ------------ | ------------ | ------------ | ------ | ------ | ------ | ------ | ------ | ------ | -- |
| Serie C2             | 33    | 16      | 5       | 10      | 1       | 15      | 8       | 16           | 4            | 5            | 7            | 11           | 15           | 32     | 9      | 15     | 8      | 26     | 23     | +3 |
| Coppa Italia Serie C |       | 3       | 1       | 1       | 1       | 3       | 4       | 3            | 0            | 2            | 1            | 2            | 4            | 6      | 1      | 3      | 2      | 5      | 8      | -3 |
| Totale               | -     | 19      | 6       | 11      | 2       | 18      | 12      | 19           | 4            | 7            | 8            | 13           | 19           | 38     | 10     | 18     | 10     | 31     | 31     | 0  |

### Statistiche dei giocatori[3]
| Giocatore      | Serie C2 | Serie C2 | Coppa Italia Serie C | Coppa Italia Serie C | Totale   | Totale |
| Giocatore      | Presenze | Reti     | Presenze             | Reti                 | Presenze | Reti   |
| -------------- | -------- | -------- | -------------------- | -------------------- | -------- | ------ |
| M. Castellazzi | 32       | 0        | 5+                   | 1                    | 37+      | 1      |
| R. Conti       | 1        | 0        | -                    | -                    | 1        | 0      |
| R. Dainese     | 23       | 3        | 5                    | 2                    | 28       | 5      |
| R. De Marco    | 30       | 2        | 5+                   | 0                    | 35+      | 2      |
| M. Durando     | 5        | -3       | 0+                   | 0+                   | 5+       | -3+    |
| A. Galasso     | 26       | 6        | -                    | -                    | 26       | 6      |
| L. Gaudino     | 20       | 1        | -                    | -                    | 20       | 1      |
| A. Guerra      | 28       | 2        | 6                    | 2                    | 34       | 4      |
| G.I. Guerra    | 26       | 0        | 5+                   | 0                    | 31+      | 0      |
| P. Luccini     | 27       | 8        | 5+                   | 0                    | 32+      | 8      |
| A. Madocci     | 30       | 2        | 5+                   | 0                    | 35+      | 2      |
| M. Manieri     | 32       | 0        | 4+                   | 0                    | 36+      | 0      |
| P. Meneghetti  | 9        | 0        | 2+                   | 0                    | 11+      | 0      |
| I. Parma       | 5        | 0        | 3+                   | 0                    | 8+       | 0      |
| A. Pizzetti    | 28       | -20      | 5+                   | -7+                  | 33+      | -27+   |
| F. Rolando     | 26       | 0        | 5+                   | 0                    | 31+      | 0      |
| R. Romei       | 14       | 1        | 3+                   | 0                    | 17+      | 1      |
| G. Talami      | 22       | 0        | 5+                   | 0                    | 27+      | 0      |
| A. Teneggi     | 2        | 0        | -                    | -                    | 2        | 0      |
| M. Turone      | 19       | 1        | -                    | -                    | 19       | 1      |